# پدورث
پدورث (به انگلیسی: Padworth) یک روستا و محله مدنی در بریتانیا است که در بارکشر غربی واقع شده‌است. پدورث ۵٫۷۱ کیلومتر مربع مساحت و ۹۱۹ نفر جمعیت دارد.